# Wilhelm Gliese
Wilhelm Gliese (em alemãoˈɡliːzə, em inglês GLEE-zə; 21 de junho de 1915 – 12 de junho de 1993) foi um astrônomo alemão especializado no estudo e catalogação de estrelas próximas.

## Vida
Gliese nasceu em Goldberg, hoje na Silésia polonesa, filho do juiz Wilhelm Gliese. Trabalhou no Instituto de Cálculo Astronômico, primeiro em Berlim e depois em Heidelberg. Quando estudante, foi incentivado pelo astrônomo neerlandês Peter van de Kamp a estudar estrelas próximas, área à qual dedicou toda sua carreira.
Sua pesquisa astronômica foi interrompida durante a Segunda Guerra Mundial, quando foi recrutado pela Wehrmacht em 1942 e enviado à Frente Oriental. Foi capturado pelos soviéticos em 1945 e libertado apenas em 1949. Retomou suas atividades no Instituto, que havia sido transferido para Heidelberg pelo Exército dos Estados Unidos. Embora tenha se aposentado formalmente em 1980, continuou sua pesquisa até sua morte em 1993.

## Catálogos de estrelas próximas
É mais conhecido pelo Catálogo Gliese de Estrelas Próximas, publicado originalmente em 1957 e atualizado em 1969.
Algumas estrelas são conhecidas principalmente pelo número que receberam nesse catálogo, como Gliese 581 e Gliese 710. Essas estrelas são frequentemente estudadas por sua proximidade à Terra, evidenciada por seu alto movimento próprio. Gliese publicou dois suplementos ao catálogo: em 1979 e em 1991, em colaboração com Hartmut Jahreiß. Jahreiß também foi o autor de seu obituário em 1993.

## Homenagens
O asteroide 1823 Gliese, descoberto pelo astrônomo Karl Reinmuth em 1951, foi nomeado em sua homenagem.